# Azra
 Ovo je glavno značenje pojma Azra. Za druga značenja pogledajte Azra (razdvojba).
Azra je bio sastav novog vala koji je bio vrlo popularan za vrijeme 1980-ih godina na području bivše Jugoslavije. Frontmen Azre bio je Branimir "Johnny" Štulić, basist je bio Mišo Hrnjak, a bubnjar Boris Leiner. U djelu YU 100: najbolji albumi jugoslavenske rock i pop glazbe uvršteno je čak 5 Azrinih albuma, od kojih su 3 među prvih deset.

## Povijest
Glazbeni kritičari danas često znaju Azru imenovati kao "obaveznu glazbenu lektiru". 

### Počeci Azre (1977.)
Branimir Johnny Štulić, lider grupe, rođen je u Skopju, u Makedoniji, 1953. godine. U djetinjstvu je često mijenjao prebivalište zbog prirode očeva posla, otac mu je bio časnik, te najvažnije godine odrastanja i afirmacije provodi u Zagrebu, gdje je upisao Filozofski fakultet ali "samo da bi zadovoljio starce". Već se tada gotovo fanatično odlučuje baviti glazbom. Važno je reći da su na njega najviše utjecali Beatlesi, ali prvenstveno radi ideje sastava. Isto tako bio je lud za sevdahom što se očitovalo u prvoj fazi njegova glazbena rada kada je osnovao Balkan Sevdah Band. Svirali su gotovo sve od njegovih vlastitih pjesama, narodnjaka, pa do The Beatles. Pod utjecajem novog vala (new wave), vremenom se sastav sve više okreće rocku i kroz njega prolazi mnogo različitih glazbenika. Nakon što su postali poznatiji rock'n'roll sastav, mijenjaju ime u Azra (djevica), po istoimenoj poemi Heinricha Heinea, 1977. godine.1977./78. grupa nastupa u postavi Štulić - Stublić - Pelajić - Novoselić - Juričić, ali se ubrzo ostatak grupe odvaja od Štulića i formira novi sastav - Film. Nakon toga Štulić postaje članom Parnog valjka, ali ni ta suradnja nije dugo potrajala. Vrativši se Azri Štula kao bubnjara uzima Borisa Leinera, tada člana Haustora, ali ne uspijevajući naći adekvatnog basista, za prvi interview, da bi izgledali kao trio - slikali su se sa psom!

### Prva postava (1979. – 1982.)
Prvi singl snimaju 1979. godine s Huseinom Hasanefendićem - Husom (Parni valjak) kao producentom, koji je ujedno svirao gitaru. Još su im pomogli i Zlatko Miksić – Fuma (Parni valjak), Mladen Juričić (Film) i Relja. Na tom singlu su izašle pjesme Balkan i A šta da radim koje su potakle i prve pozitivne kritike. Ubrzo nakon toga im se pridružio i basist Mišo Hrnjak. Na ljeto iste godine grupa svira po trgovima, na moru kaleći se u direktnim kontaktima sa slučajnom ili namjernom publikom.
Debi album Azra snimaju 1980. godine pod producentskom palicom veterana Drage Mlinarca. Album se smatra jednim od najjačih debija u našoj rock-glazbi, te im osigurava vodeće mjesto na domaćoj rock-sceni. Štulićevi tekstovi su usmjereni na mogućnost komunikacije i njezinu nužnost (Uradi nešto, Vrijeme odluke), odnosno ljubavne tematike (Gracija, Tople usne žene), ali s posebnim, sebi svojstvenim izričajem.
1981. godine kao uvod za novi album Azra objavljuje singl Lijepe žene prolaze kroz grad, kojeg također producira Hus i svira gitaru u maniri britanske blues-scene. Nedugo zatim izdaju novi dupli album Sunčana strana ulice, s raznovrsnijim temama. Prvi put Johnny ubacuje i komentare političke naravi (Užas je moja furka, Kurvini sinovi). U ljubavnim pjesmama (Između nas, Ne reci mi dvaput, Gospodar samoće, Sunčana strana ulice) uvodi i puhačke instrumente u izvedbi Sedak-Benčića, Vlahovića, Santre i Juričića. Na albumu su značajne i pjesme u kojima Johnny obrađuje svoju urbanu paranoju (Odlazak u noć, Kad Miki kaže da se boji), te one u kojima obrađuje problem individualne zapostavljenosti (Pametni i knjiški ljudi, Pit - i to je Amerika). Producent albuma je Branimir Štulić što će kasnije uostalom i redovito činiti.
Iste godine grupa održava sedam koncerata za trostruki živi album Ravno do dna. Osim starih pjesama tu je i mnoštvo novih ostvarenja (Ravno do dna, Nedeljni komentar, Ostavi me nasamo, Sjaj u kosi, Plavo - smeđe). Ovaj album je snimka čitavoga koncerta u Kulušiću u Zagrebu 1981., a po neposrednosti i energiji glazbe pruža pravu sliku Azre toga razdoblja.
1982. godine izdaje se i drugi dupli album Filigranski pločnici te treći singl, u kojima Štulić od izravne energične emotivnosti prelazi prema prikazu unutrašnjeg emotivnog stanja, ali s određenom distancom. Album sadrži političke (Tko to tamo pjeva, 68., Pavel, Gorki okus), ljubavne (Kao ti i ja, Volim te kad pričaš), te pjesme u kojima se Štulić okomljuje na standardne društvene norme (Put za Katmandu, Strah od smrti, Život običnog tempa). Na albumu veliki značaj imaju puhački instrumenti u izvedbi Miroslava Sedaka-Benčića.

### OdFazanadoZadovoljštine(1983. – 1988.)
Godine 1983. grupu napušta Mišo Hrnjak te sljedeće dvije godine Štulić i Leiner sami snimaju albume u Njemačkoj. To su Kad fazani lete i Krivo srastanje u kojima Johnny ulazi u dubine ljudskih misli i pobuda (Kao i jučer, Duboko u tebi, Flash), ili se buni protiv prevladavajućeg načina mišljenja (3N, Mon ami, No comment, Kad fazani lete), ili donosi zvuk teških, punih rock-gitara (Anđeli, Štićenik, Nemir i strast). Na albumu se prvi put pojavljuje i obrada jedne narodne pjesme - Klinček stoji pod oblokom.
Zatim odlazi u Nizozemsku gdje stvara nove pjesme te stare prevodi na engleski jezik, s ciljem izdavanja u Nizozemsku.
To mu ne polazi za rukom, te izdaje album kod nas pod nazivom It aint like in the movies at all.
1987. s Leinerom, Juricom Pađenom i Stephenom Kippom, kojeg je doveo iz Nizozemske, snima novi album Između krajnosti koji sadrži uglavnom obrade pjesama (Zadovoljština - Satisfaction - Rolling Stones, Adio mare - Vlaho Paljetak) te neke njegove nove uratke (Izlazak iz kome, Vaše veličanstvo).
1988. izdaje četverostruki živi mega-album Zadovoljština, s luksuznom opremom i istom postavom. Ovaj album je snimka gotovo čitavoga koncerta održanoga u Domu sportova u Zagrebu, listopada 1987. Sadrži mnoštvo starih stvari te mnoštvo obrada stranih autora.

### Solo radovi i kraj Azre (1990.)
Nakon toga Štulić snima solističke albume: Balkanska rapsodija (Teško ovo život), Balegari ne vjeruju sreći (Voljela me nije nijedna, Men se dušo od tebe ne rastaje, Usne vrele višnje - obrada Lily Of The West Boba Dylana u kojima miješa makedonski folklor, engleski jezik i domaću pop-povijest.
Godine 1990. grupa nakon koncerta na Hvaru i formalno prestaje postojati.
Devedesetih godina Štulić izdaje dva albuma Sevdah za Paulu Horvat i Anali, koji su kvalitetno daleko ispod njegovog ranijeg opusa. No Štulićeva glavna preokupacija jest prijevod Homerove Ilijade koji je i dovršio 1995. godine pod nazivom Božanska Ilijada. 1997. godine Štulić izdaje album Blase kojime se, prema kritici, vraća standardima ranijeg rada.
Štulićeve pjesme su objavljene u knjigama Filigranski pločnici i Big bang, njegovi lirski pokušaji Anonymus Epigramus, kao dodatak Zadovoljštini, a koncerti na video - kazetama Zadovoljština i Klinček stoji pod oblokom.

## Članovi
- Branimir Štulić (Johnny) - vokal, gitara
- Jura Stublić - vokal, gitara
- Boris Leiner - bubnjevi, vokal
- Mišo Hrnjak - bas (1979 - 1982)
- Jurica Pađen - gitara (1983 - 1984, 1987 - 1989)
- Branko Knežević - bubnjevi (1987 - 1989)
- Stephen Kipp - bas (1987 - 1989)

## Diskografija

### Singlovi
- Balkan/A šta da radim  - (Suzy, 1979)
- Lijepe žene prolaze kroz grad/Poziv na ples / Suzy F.- (Jugoton, 1980)
- Đoni, budi dobar/Teško vrijeme - (Jugoton, 1982)
- E, pa što/Sloboda/Gluperde lutaju daleko  - (Jugoton, 1982)
- Nemir i strast/Doviđenja na vlaškom drumu - (Jugoton, 1983)
- Flash/Klinček stoji pod oblokom - (Jugoton, 1984)
- Mon ami/Duboko u tebi - (Jugoton, 1984)
- Pretty Women Passing Trough Town/Vondel Park/The Balkans - (Marginal Face Productions, 1986)
- Kao i jučer/Doviđenja na vlaškom drumu - (Jugoton, 1987)
- Bed rok/Kada stvari krenu loše - (Jugoton, 1987)
- Ma che colpa abbiamo noi/Adio Mare - (Jugoton, 1988)

### Kompilacije
- Singl Ploče 1979-1982  - (Jugoton, 1982)
- Kao i jučer - Single Ploče 1983-1986  - (Jugoton, 1986)

### Albumi
Azra
- Azra - (Jugoton, 1980.)
- Sunčana strana ulice - (dvostruki - Jugoton, 1981.)
- Ravno do dna - (trostruki, uživo - Jugoton, 1982.)
- Filigranski pločnici - (dvostruki - Jugoton, 1982.)
- Kad fazani lete - (Jugoton, 1983.)
- Krivo srastanje - (Jugoton, 1983.)
- It Ain't Like in the Movies At All - (trostruki - Diskoton, 1986.)
- Između krajnosti - (Jugoton, 1987.)
- Zadovoljština - (četverostruki, uživo, 1988.)

Branimir Štulić
- Balkanska Rapsodija - (dvostruki, 1989.)
- Balegari ne vjeruju sreći - (1990.)
- Sevdah za Paulu Horvat - (snimljen u Sarajevu 1991., objavljen 1995.)
- Anali (dvostruki, 1995.)
- Blase (1997.)

Video/TV
- Zadovoljština (Zagreb, Live Concert, 1988)
- Das Ist Johnny (Sarajevo, Live Film, 1991)

## Vanjske poveznice
- Stranice posvećene Azri